# Assassins (comédie musicale)
Pour les articles homonymes, voir Assassin.
Assassins est une comédie musicale, musique et lyrics de Stephen Sondheim, livret de John Weidman d'après une idée de Charles Gilbert, Jr.
Le spectacle évoque les hommes et les femmes qui ont assassiné (ou tenté d'assassiner) un président des États-Unis. La musique s'adapte aux styles musicaux des différentes époques évoquées.

## La production
La première d'Assassins a eu lieu "off-Broadway" au théâtre de Playwrights Horizons, le 27 janvier 1991 (73 représentations). La distribution réunissait entre autres Victor Garber, Terrence Mann, Patrick Cassidy, Greg Germann, Debra Monk et Annie Golden. Une reprise devait avoir lieu à Broadway en 2001, mais en raison des événements du 11 septembre, il fallut attendre le 22 avril 2004 pour voir une nouvelle production du Roundabout Theatre Company au théâtre Studio 54 (101 représentations jusqu'au 18 juillet 2004). Neil Patrick Harris interprétait les rôles du "Balladeer" et de Lee Harvey Oswald, Marc Kudisch celui du "Propriétaire", Michael Cerveris celui de John Wilkes Booth qui lui valut un Tony Award. Le moment fort du spectacle était constitué la projection sur le tee-shirt de Lee Harvey Oswald du film d'Abraham Zapruder, montrant l'assassinat de John F. Kennedy. Cette production remporta cinq Tony Awards au total, y compris celui de la "Meilleure production d'une comédie musicale déjà existante".

## Les "assassins"
- Leon Czolgosz (1873 – 1901) : assassin de William McKinley (1843 – 1901)
- John Hinckley (né en 1955) : tentative d'assassinat sur Ronald Reagan (1911 – 2004) le 30 mars 1981
- Charles Guiteau (1841 – 1882) : assassin de James Garfield (1831 – 1881)
- Giuseppe Zangara (1900 – 1933) : tentative d'assassinat sur Franklin D. Roosevelt (1882 – 1945) le 15 février 1933
- Samuel Byck (1930 – 1974) : tentative d'assassinat sur Richard Nixon (1913 – 1994) le 22 février 1974
- Lynette Fromme (née en 1948) : tentative d'assassinat sur Gerald Ford (1913 – 2006) le 5 septembre 1975. Membre du gang de Charles Manson.
- Sara Jane Moore (née en 1930) : tentative d'assassinat sur Gerald Ford le 22 septembre 1975.
- John Wilkes Booth (1838 – 1865) : assassin d'Abraham Lincoln (1809 – 1865)

## Récompenses et nominations
| Année | Récompense                    | Catégorie                               | Nommée(s)                        | Résultat   |
| ----- | ----------------------------- | --------------------------------------- | -------------------------------- | ---------- |
| 2004  | 58e cérémonie des Tony Awards | Best Revival of a Musical               | Best Revival of a Musical        | Lauréat    |
| 2004  | 58e cérémonie des Tony Awards | Best Featured Actor in a Musical        | Michael Cerveris                 | Lauréat    |
| 2004  | 58e cérémonie des Tony Awards | Best Featured Actor in a Musical        | Denis O'Hare                     | Nomination |
| 2004  | 58e cérémonie des Tony Awards | Best Direction of a Musical             | Joe Mantello                     | Lauréat    |
| 2004  | 58e cérémonie des Tony Awards | Best Orchestrations                     | Michael Starobin                 | Lauréat    |
| 2004  | 58e cérémonie des Tony Awards | Best Scenic Design                      | Robert Brill                     | Nomination |
| 2004  | 58e cérémonie des Tony Awards | Best Lighting Design                    | Peggy Eisenhauer et Jules Fisher | Lauréat    |
| 2004  | Drama Desk Awards             | Outstanding Revival of a Musical        | Outstanding Revival of a Musical | Lauréat    |
| 2004  | Drama Desk Awards             | Outstanding Featured Actor in a Musical | Marc Kudisch                     | Nomination |
| 2004  | Drama Desk Awards             | Outstanding Director of a Musical       | Joe Mantello                     | Nomination |
| 2004  | Drama Desk Awards             | Outstanding Orchestrations              | Michael Starobin                 | Nomination |
| 2004  | Drama Desk Awards             | Outstanding Scenic Design of a Musical  | Robert Brill                     | Nomination |
| 2004  | Drama Desk Awards             | Outstanding Lighting Design             | Peggy Eisenhauer et Jules Fisher | Lauréat    |
| 2004  | Drama Desk Awards             | Outstanding Sound Design                | Dan Moses Schreier               | Lauréat    |